# Shyamal
Shyamal (bengalisch: শ্যামল) ist ein männlicher Vorname.

## Herkunft und Bedeutung
Der vor allem im Indischen verwendete Vorname stammt vom Sanskrit-Wort श्यामल (shyamala) ab, was eine Ableitung von श्याम (shyama) ist. Dies bedeutet dunkel, schwarz, blau.

## Namensträger
- Shyamal Bose (* 1961), indischer Geistlicher und römisch-katholischer Bischof von Baruipur